# Kanton Grands Lacs
Der Kanton Grands Lacs ist seit 2015 eine französische Verwaltungseinheit im Arrondissement Mont-de-Marsan im Département Landes in der Region Nouvelle-Aquitaine; sein Hauptort ist Parentis-en-Born. 

## Gemeinden
Der Kanton besteht aus 13 Gemeinden mit insgesamt 37.352 Einwohnern (Stand: 1. Januar 2022) auf einer Gesamtfläche von 1.069,74 km²:
| Gemeinde               | Einwohner 1. Januar 2022 | Fläche km² | Dichte Einw./km² | Code INSEE | Postleitzahl |
| ---------------------- | ------------------------ | ---------- | ---------------- | ---------- | ------------ |
| Belhade                | 222                      | 28,55      | 8                | 40032      | 40410        |
| Biscarrosse            | 15.412                   | 160,48     | 96               | 40046      | 40600        |
| Gastes                 | 925                      | 35,23      | 26               | 40108      | 40160        |
| Liposthey              | 591                      | 23,97      | 25               | 40156      | 40410        |
| Lüe                    | 613                      | 96,72      | 6                | 40163      | 40210        |
| Mano                   | 129                      | 32,27      | 4                | 40171      | 40410        |
| Moustey                | 755                      | 67,31      | 11               | 40200      | 40410        |
| Parentis-en-Born       | 7.463                    | 111,55     | 67               | 40217      | 40160        |
| Pissos                 | 1.483                    | 140,75     | 11               | 40227      | 40410        |
| Sainte-Eulalie-en-Born | 1.457                    | 70,83      | 21               | 40257      | 40200        |
| Sanguinet              | 4.662                    | 81,43      | 57               | 40287      | 40460        |
| Saugnac-et-Muret       | 1.298                    | 109,37     | 12               | 40295      | 40410        |
| Ychoux                 | 2.342                    | 111,28     | 21               | 40332      | 40160        |
| Kanton Grands Lacs     | 37.352                   | 1.069,74   | 35               | 4007       | –            |